# Zillion
Zillion, cujo título original completo é Akai Kōdan Zillion (赤い光弾ジリオン), é um anime originalmente transmitido entre 12 de abril a 13 de dezembro de 1987 pela Nippon Television, no Japão. Foi produzido pela Tatsunoko Production em parceira com a Sega.

## Sinopse
No século XXIV, a humanidade avança com a colonização da Via Láctea. A colônia humana mais bem sucedida é no planeta Maris, considerado uma segunda Terra por sua semelhança com o planeta natal. Em 2387, Maris passa a sofrer a invasão de uma raça alienígea, os nozas, interessada em expandir seu império galático. De início, os humanos têm muita dificuldade para derrotar os nozas, resistentes ao armamento convencional. Rapidamente, os nozas conquistam um terço de Maris. Quando a situação começa a piorar para os humanos, surgem três pistolas que disparam um feixe de energia vermelho capaz de destruir os nozas instantaneamente. O exército de Maris cria então uma força de elite, chamada White Nuts (ホワイト・ナッツ (Howaito Nattsu), White Knights nas traduções estadunidense e brasileira, composta por três jovens que usarão essas pistolas para salvar a civilização humana em Maris.

### Maris
O planeta Maris está localizado na Via Láctea e apresenta uma variedade de biomas semelhante à encontrada na Terra, com oceanos, desertos e florestas. Algo curioso é a frequência de eclipses solares ao longo de um ano. Maris tem um planeta-gêmeo chamado Riru, que é estéril e não suporta vida. Sua lua se chama Lille. Maris foi o lar de uma antiga civilização há muito desaparecida, cuja capital chamava-se Zillios e localizava-se perto das montanhas Kandek, hoje no polo sul. Existem ruínas dessa civlização em diversas regiões de Maris, como em Nefron, Mantril e Karina, sendo esta a maior de todas.
Os humanos desenvolveram grandes cidades em Maris, como D, Glory (onde existe uma central de energia) e Yashima (onde se localiza um laboratório científico). A principal capital humana é Hope, em cujas cercanias se localiza o quartel-general do exército de Maris.

## Zillion

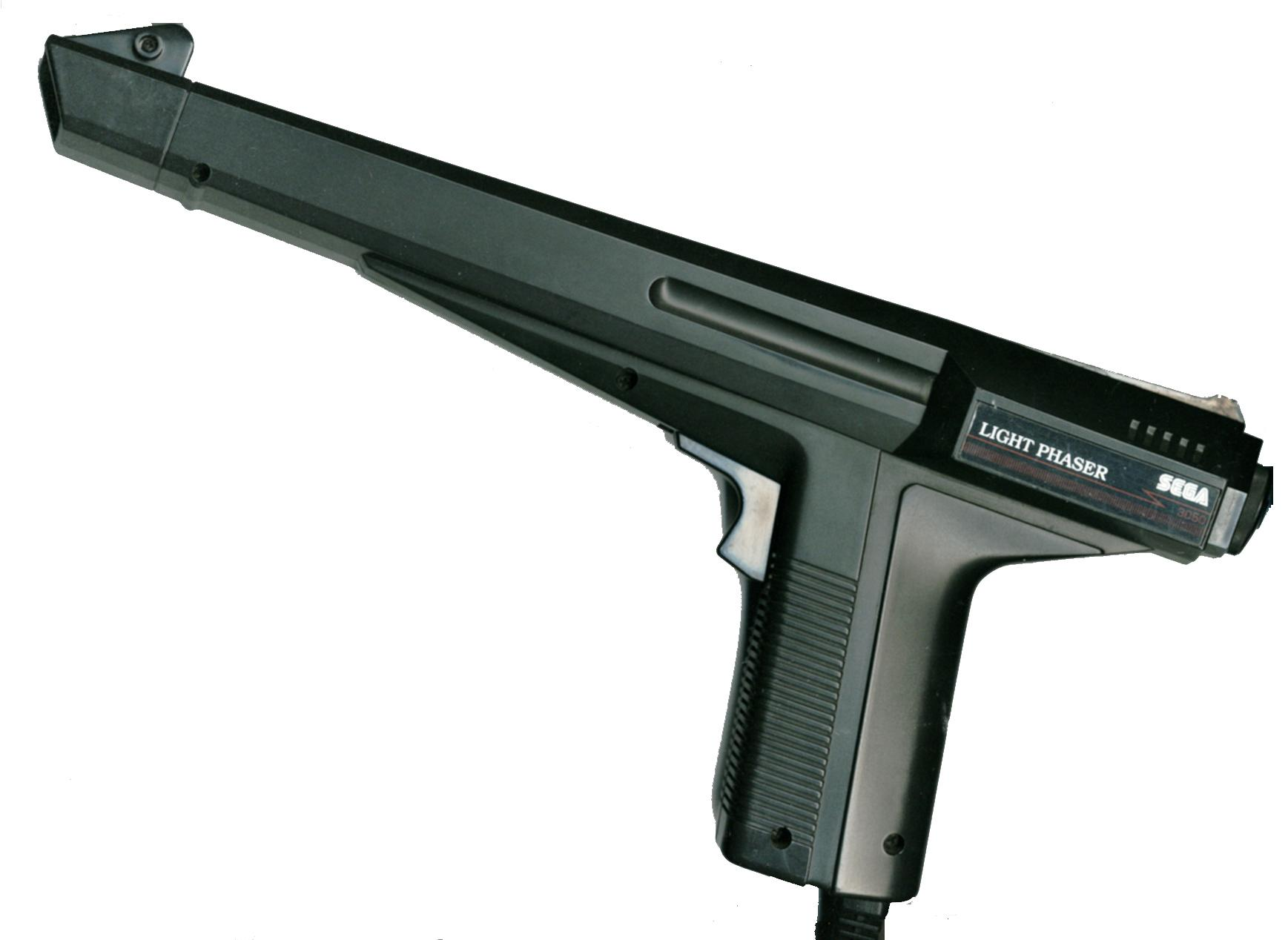
Light Phaser, pistola de luz do Master System, tem design igual à primeira versão da zillion no anime, que por sua vez baseou-se no design do brinquedo homônimo de lasertag da Sega.

As pistolas zillion teriam sido enviadas por uma entidade superiora. Ao longo do seriado, explica-se que a energia das pistolas vem de um cristal chamado "zillionium" (zillion-newmer, na dublagem brasileira). O zillionium encontrado pelos humanos em Maris é armazenado em grandes tanques pelo Exército. Não foi dominada ainda a técnica para reproduzí-lo; por isso, a quantidade de zillionium é limitada e reduz à medida que é usado como munição pelas pistolas zillion. O zillionium assemelha-se a um rubi e emite um brilho avermelhado e leve calor. Os primeiros a descobrir o poder desse cristal foram os antigos habitantes de Maris, há muito desaparecidos e cuja capital chamava-se Zillios.
Apenas os White Nuts têm permissão para manusear as zillions e têm ordens para nunca deixa-las cair em mãos inimigas, destruindo-as se necessário. Após J.J. destruir sua própria zillion para salvar Apple e Eimy de Ricks, Dable refaz as pistolas, passando a ter aparência e funcionamento distintos. Até então, a Academia de Ciências de Maris já havia dominado todo o sistema interno das pistolas, à exceção do funcionamento da caixa-preta. Por isso, não há meios de produzir novas zillions.
- Zillion: as zillions são exatamente iguais, com visual bem retangular. Elas são conectadas por um fio a uma pequena bateria (energy pack) retangular presa à cintura. Demoram 0,5 segundo entre cada disparo e 30 segundos para recarregar após ser trocada a bateria.[9] Existe constante preocupação para não disperdiçar a carga da bateria. Às vezes, Champ acopla um extensor ao cano da pistola e uma ombreira, para atirar a longa distância com precisão.

- Nova Zillion: Dable quase morre ao criar a nova pistola de J.J. a partir da caixa-preta da pistola original. As armas passam a ter visual mais arredondado. É acoplado à pistola de Apple um acessório que funciona como submetralhadora, com rajadas de disparo automáticas. O acessório da pistola de Champ a transforma em rifle de longo alcance, assumindo a função de sniper. J.J. é o único a continuar usando uma pistola simples, sem acessório. As zillions passam a ter duas funções: "normal" e "super".[8] No segundo modo, após 2,5 segundos,[10] a arma dispara uma super-rajada, consumindo toda a carga da bateria. Essa passa a ser interna, não mais conectada externamente por um fio; porém, ainda é possível repor uma bateria descarregada por outra nova.

### Outros equipamentos

Brinquedo baseado no anime Zillion: Big Porter, Land-Carid, Aqua-Carid e Aero-Carid.

Os White Nuts têm um leque variado de equipamentos de apoio. Muitos foram desenvolvidos por Dable. Não raro, alguns itens são danificados, especialmente as motocicletas e os triciclos.
- Big Porter: espécie de avião-cargueiro, transporta os White Nuts ao teatro de guerra, geralmente com um segundo veículo acoplado (Land-Carid, Aqua-Carid ou Aero-Carid). Em alguns episódios, é possível ver esquadras com aeronaves similares ao Big Porter. Geralmente, Dable apenas espera o término da missão para recolher a equipe, mas às vezes intervém diretamente no combate, usando artilharia. A base de lançamento do Big Porter fica dentro de um vulcão extinto, próximo à cidade de Hope.

- Aero-Carid[nota 1]: jato azul menor e mais rápido do que o Big Porter, tem menos poder de fogo do que o cargueiro. Assim como os outros veículos acoplados ao Big Porter, tem função de piloto-automático.

- Aqua-Carid[nota 2]: submarino amarelo com capacidade de descer a grandes profundidades. Seu armamento é leve.

- Land-Carid[nota 3]: tanque vermelho com cinco eixos, tem grandes canhões frontais.

- Riding-Ceptor: motocicleta azul que tem acoplado um side-car chamado Side-Ceptor. Normalmente, enquanto um White Nuts pilota a moto, outro fica em pé no side-car, atirando, com seu pé preso a uma barra. O Side-Ceptor oferece duas armas: uma metralhadora, que fica dentro dele e pode ser usada como arma de mão, e um canhão, chamado Side-Cannon[nota 4], que é instalado externamente e pode ser usado pelo Tri-Charger quando no modo de exoesqueleto.

- Tri-Charger: triciclo azul criado por Dable. Apresenta dois modos: "buggy", capaz de andar por diferentes terrenos, e  "armolator", quando se torna um exoesqueleto. Nessa forma, o piloto dispõe de grande força e resistência. Além disso, propulsores nos pés ajudam o exoesqueleto a movimentar-se rapidamente e a transpor obstáculos com grandes saltos. O parabrisas do triciclo serve como escudo para a armadura.

- Red Guard: um monóculo azul quadrilátero acoplado a um fone de ouvido do lado direito com microfone. É feito de cerâmica especial e oferece proteção de 9,7.[11] O conjunto serve de comunicador, além de auxiliar na mira, visto que os nozas têm velocidade superior. O monóculo ainda pode ser usado para ampliar imagens, prover visão noturna e exibir outras informações.

- Uniforme: os White Nuts não vestem um padrão rígido de uniforme, diferentemente dos soldados do exército regular. Em comum, usam ombreiras, braçadeiras brancas, joelheiras e botas brancas. O conjunto é feito com fibra especial e oferece proteção de 9,6.[11] As braçadeiras têm um relógio digital acoplado. Além disso, usam um peitoral em forma de hexágono (Zillion Badge) cuja função não é demonstrada. Quando passam a usar a nova geração de zillions, apenas J.J. continua a usar coldre na perna direita.

## White Nuts
Os protagonistas da série formam o grupo de elite do exército de Maris, os White Nuts. São os únicos permitidos a manusear as pistolas zillion. Os combatentes foram escolhidos por meio de um programa de computador e são liderados por Gordon. Estão constantemente em treinamento em um simulador e residem no quartel-general do Exército, próximo à capital de Maris, Hope. Os nomes dos três principais combatentes dos White Nuts não são revelados, sendo conhecidos apenas por codinomes: J.J., Champ e Apple.
- J.J.: o principal personagem é na verdade um anti-herói. J.J. é preguiçoso, impulsivo, guloso e mulherengo. Acredita-se que tenha sido escolhido por um erro do computador que selecionou os combatentes de White Nuts; a pessoa correta seria um cadete chamado Barth.[12] J.J. prestava serviço militar na base Korota,[1] junto a seus amigos Nick, Bo, Machi e Moga.[12] Tem 1,68 m de altura, pesa 53 kg, tipo sanguíneo O e tem 16 anos de idade.[13]

- Champ: frio, calculista, esnobe e presunçoso. Champ é um excelente atirador e sempre exige a perfeição de seus colegas nos treinamentos. Passou a infância na cidade D, junto a seu amigo Borsaid (Sam), o qual também o chama apenas por seu codinome.[14] Gosta de tricotar. Tem 1,78 m de altura, pesa 68 kg, tipo sanguíneo B e tem 18 anos de idade.[13]

- Apple: de personalidade forte, deixa a delicadeza de lado, apesar de ter belos atributos físicos. Apple tem conhecimentos médicos, além de ser exímia lutadora. Toca gaita harmônica. Tem 1,65 m de altura, pesa 50 kg, tipo sanguíneo O e tem 17 anos de idade.[13]

- Dable (Dave): o grande gênio do grupo e exímio piloto, responsável pelo desenvolvimento de vários equipamentos. Dable queria ser um dos combatentes dos White Nuts, mas não conseguia atirar bem. Dable acredita ser um covarde, por ter congelado de medo em seu primeiro combate. Desistiu de ser um combatente e passou a trabalhar na equipe de suporte.[8]

- Eimi Huristin (Emi): secretária do grupo, é famosa por seu horrível café. No início, é objeto de disputa entre J.J. e Champ. Nutre um amor de infância por seu vizinho Max Shido (Macks), tenente da força aérea.[15] Gosta de pinguins de pelúcia. Tem 1,55 m de altura, pesa 46 kg, tipo sanguíneo AB e tem 16 anos de idade.[13]

- Gord (Gordon): comandante dos White Nuts, não raro questiona ordens do Estado-Maior do Exército de Maris para proteger seus subordinados. Preferiu esse posto em vez de seguir carreira no oficialato justamente para ter liberdade de ação.[16] Gosta de fumar e foi piloto de caça na juventude.

- Opa-Opa (Bongo): mascote da equipe, é um robô voador criado por Dable, muito diligente e responsável[nota 5]. Tem 38 cm de altura e pesa 16,8 kg.[13]

- Upa-Upa: rôbo similar a Opa-Opa, também criado por Dable.

- Bernstein: comandante supremo do Exército de Maris, foi colega de Gordon na Academia Militar.[16] Os dois ainda nutrem rivalidade.

- Adie (Mary): amiga de J.J., tornou-se mentirosa após ver os pais serem mortos por nozas. Passou a ser criada por uma amiga, Jill (Gal).[17] Tem um cachorro chamado El.

## Nozas
Os nozas são uma raça alienígena que invade o planeta Maris, onde se localiza a mais bem sucedida colônia humana, em 2387. Têm força e velocidade superiores, além de tecnologia mais avançada. São resistentes ao armamento humano convencional, ficando apenas temporariamente caídos quando atingidos. O ataque noza não poupa civis, nem mesmo crianças. Eles compartilham uma inteligência coletiva, não costumam apresentar emoções e têm visão noturna infravermelha. São comandados pela imperadora Admiss (rainha, na dublagem brasileira), responsável pelos ovos da nova geração. Além dela, três casas reais compartilham o poder estamental.
A cada 12 mil anos (120 mil anos, na dublagem brasileira), os nozas passam pela chamada "grande expansão" (ou "era da reprodução"), quando uma grande quantidade de casulos eclode, substituindo a geração corrente, que passa a deteriorar-se lentamente, inclusive a imperadora. Nesse período, é vital para eles encontrar um novo planeta que sustente o nascimento da nova geração. Há muito tempo, avançaram os limites de seu planeta natal, esgotando os recursos de cada novo planeta ocupado na Via Láctea. Por isso, é fundamental o domínio de Maris. Em essência, estão na mesma situação que os humanos. Para derrotá-los, os nozas aprenderam, inclusive, os idiomas falados pelos homens. Não resta muito tempo para os alienígenas: os nozas têm apenas três meses para conquistar Maris.
Os nozas são seres tecno-orgânicos que fundem partes biológicas com outras tecnológicas, a exemplo de sua couraça exterior. Quando dominam uma região de Maris, passam a fundir tecnologia com o ambiente, permeando o solo com extensões artificiais.
- Barão Ricks: comandante-geral das tropas nozas, porta sempre uma espada. Ao longo do seriado, passa a nutrir rivalidade com J.J. e mesmo admiração. Devido às derrotas impostas ao exército noza pelos White Nuts, Ricks chega quase a ser destituído de sua patente.[2]

- Admiss (Adamis): comandante supremo e imperadora dos nozas. Preocupada com a continuidade da espécie durante o período da grande expansão, não hesita em usar a força para conquistar o planeta Maris.

- Doran: subcomandante-geral e braço-direito de Barão Ricks.

- Ghost Kite Line (Condor Espacial): um autômato disfarçado de ave que espia os passos dos exércitos humanos. Apesar da presença constante, não interage com os protagonistas, tendo sido percebido apenas uma vez por J.J.

- Ciborgues: criados pelos nozas, são chamados nohza-goliaths (cibermetal, na dublagem brasileira). São mais resistentes ao poder de zillion, geralmente perdendo apenas o membro atingido pelo disparo, o qual é reposto após retornarem à base.
  - Gerdock:  tem uma espada dentada que se projeta do braço direito, ao passo que a mão esquerda é extensível.
  - Soleir: capaz de voar e tem lâminas que se projetam dos braços.
  - Nabaro: equipado com diferentes tipos de mísseis.

## Episódios
| #  | Português                           | Japonês                       | Inglês                                          |
| -- | ----------------------------------- | ----------------------------- | ----------------------------------------------- |
| 01 | O Meu Nome é J.J.                   | コードネームはJJ              | Codename J.J.                                   |
| 02 | Ataque Inimigo                      | 頭上の敵をうて!               | Attack the enemy of the high skies              |
| 03 | A Chance é de 0,1 Segundos!         | チャンスは0.1秒!              | 0.1 Second Chance!                              |
| 04 | A Cilada dos Ninjas                 | 姿なき忍者部隊のわな          | Trap of the shapeless ninja squadron            |
| 05 | A Rebeldia de Apple                 | アップル命令違反!?            | Apple order violation!?                         |
| 06 | Tricharger em Ação                  | 発進トライチャージャー        | Take off, Tricharger                            |
| 07 | A Batalha Decisiva: J.J. e Ricks    | 死闘! JJ対リックス            | Struggle till death! J.J. v.s. Ricks            |
| 08 | Destrua a Fortaleza no Fundo do Mar | 海底基地をぶっとばせ!         | Strike the oceanfloor base!                     |
| 09 | O Roubo da Zillion                  | ぬすまれたジリオン            | Stolen Zillion                                  |
| 10 | O Contra-ataque de Ricks            | 炎! リックスの逆襲            | Flames! Ricks' counterattack                    |
| 11 | A Ressureição do Novo Zillion       | 新ジリオン誕生!               | Birth of new zillion!                           |
| 12 | A Arma Tríplice                     | 撃て! トリプルシュート        | Attack! Triple shoot                            |
| 13 | A Única Chance                      | 怒れシャッターチャンス        | Angry shutter chance                            |
| 14 | Campo de Batalha Nightingale        | 戦場のナイチンゲール          | Nightingale of the battlefield                  |
| 15 | A Vida ou a Morte I                 | 生か死か!? 宿命の対決（前編） | Life Or Death!? Confrontation of fate - Part. 1 |
| 16 | A Vida ou a Morte II                | 生か死か!? 宿命の対決（後編） | Life Or Death!? Confrontation of fate - Part. 2 |
| 17 | A Busca de J.J.                     | 涙! JJをさがせ                | Tears! Let's search J.J.                        |
| 18 | O Desafio dos Nozas                 | ノーザの美しき挑戦            | The beautiful Noza's challenge                  |
| 19 | O Níquel Fatal                      | 勝負! コインを投げろ          | Match! Let's throw the coin                     |
| 20 | A Desilusão                         | 失恋パワーでけちらせ          | Kick with a broken heart                        |
| 21 | O Franco-atirador                   | 激突! ザ・スナイパー          | Clash! The sniper                               |
| 22 | Vitória Inesperada                  | ウソから出た大勝利!           | Great victory from a lie!                       |
| 23 | Bio-arma Diabólica                  | 恐怖! 魔のバイオ兵器          | Terror! Demon's bio weapon                      |
| 24 | Guerreiro Bongo                     | 大冒険! 戦士オパオパ          | Great adventure! Warrior Opa-Opa                |
| 25 | Apple, a Fugitiva                   | 優しき逃亡者アップル          | Gentle fugitive Apple                           |
| 26 | A Vingança do Demônio               | しのびよる復讐鬼!             | Revenge demon ninja!                            |
| 27 | O Sanguinário                       | 非情の反逆者リックス          | Extraordinary Rebel Ricks                       |
| 28 | A Misteriosa Força de Zillion       | 神秘!? ジリオンパワー         | Mystery!? Zillion power                         |
| 29 | A Morte de Ricks                    | 壮絶! リックス死す!?          | Heroic! Ricks dies!?                            |
| 30 | O Transtorno do Planeta Maris       | 惑星マリス絶体絶命!           | Planet Maris on the corner!                     |
| 31 | A Chama da Vitória                  | 勝利へのラストシュート        | Last shoot for victory                          |

## Produção

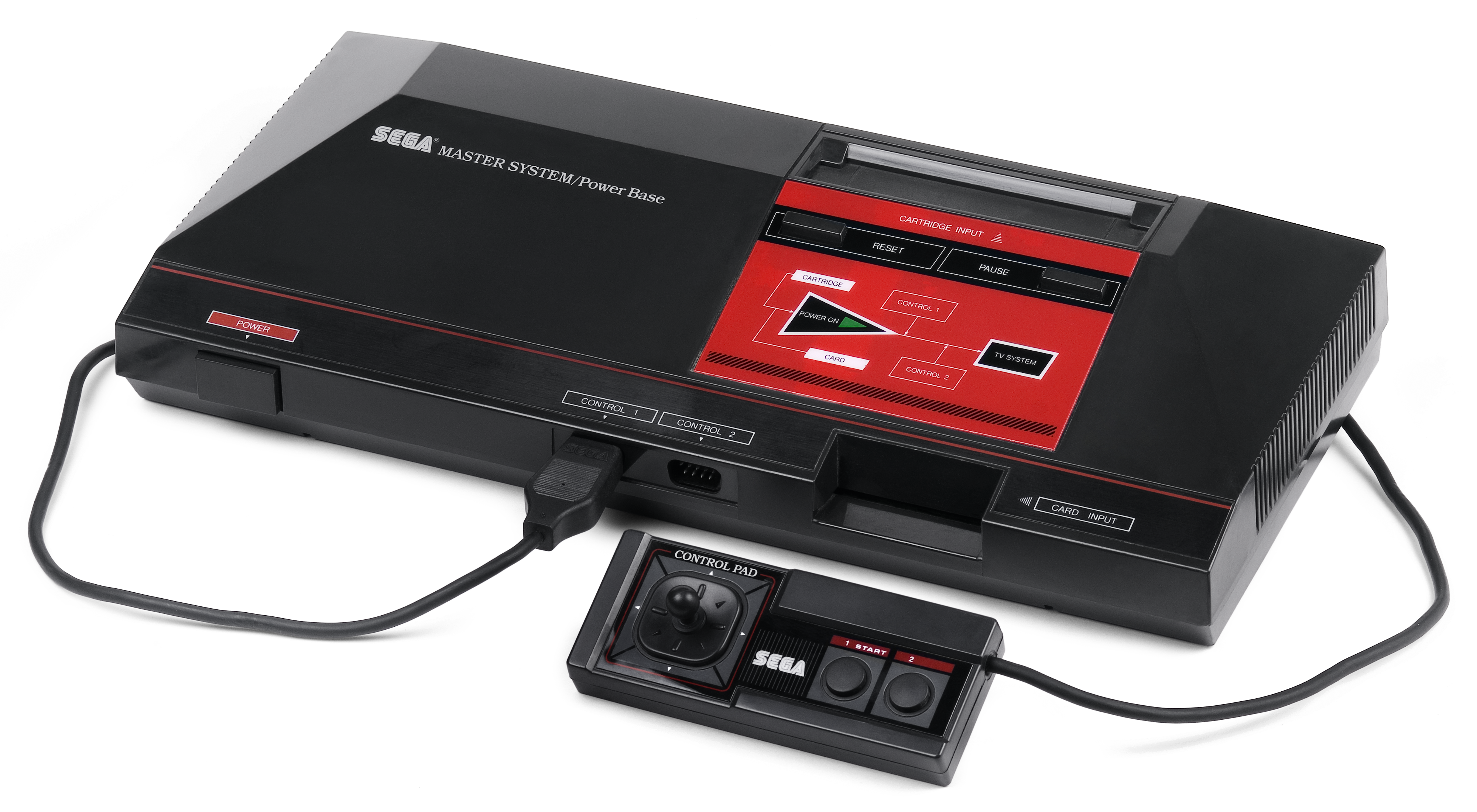
O Master System foi fundamental na estratégia de divulgação de Zillion, tendo sido produzidos dois jogos para esse console. Ele chega a aparecer em um episódio do anime.

No início dos anos 1980, a Sega lançou uma arma de brinquedo para ser usada em um jogo similar ao paintball, mas que usava infravermelho em vez de tinta para atingir um alvo (Zillion Badge) triangular preso ao peito do adversário. Quando atingido, o alvo disparava um alarme e piscava, indicando que o jogador estava fora da partida. Esse sistema era chamado de lasertag e se parecia com o Q-SAR, brinquedo desenvolvido pelo australiano Geoff Haselhurst e pela Omnitronics. A Sega batizou seu brinquedo de Zillion, por soar uma palavra futurista; significa, literalmente, "zilhão", ou seja, um número incontável. O brinquedo de lasertag Zillion teve muita popularidade no Japão, o que estimulou a Sega a investir em um anime que servisse de publicidade para seu produto, especialmente porque os planos eram vendê-lo em outros países. Formou-se, então, a parceria entre Sega e Tatsunoko Production.
Os designers do anime não copiaram apenas o desenho da zillion de brinquedo. O alvo que se prendia ao peito do jogador e mesmo a bateria conectada por um fio à pistola foram transportados para o anime. Outra característica curiosa é o tempo que a pistola leva para carregar entre um disparo e outro, além da limitação da bateria. São detalhes presentes tanto no brinquedo quanto no anime.
O sucesso da série foi tão grande que inspirou o design da Light Phaser, pistola de luz do console de 8 bits Master System, da Sega. Por sinal, em um episódio do anime, J.J. aparece jogando com um Master System. Outra referência direta da Sega no anime é o personagem Opa-Opa, que um ano antes havia estreado no jogo Fantasy Zone, para arcades. O jogo ficou tão famoso que Opa-Opa é considerado o primeiro mascote da Sega. Seria desenvolvida, posteriormente, uma versão desse jogo para Master System, NES e outros consoles, além de continuações.
Algumas curiosidades envolvem a ação de marketing criada pela Sega. Uma delas é que os dois jogos de videogame criados a partir do desenho animado não usam o Light Phaser. Outra curiosidade é que, em determinada altura do anime, é criado um novo design para as pistolas zillion, passando a ter formato diferente do Light Phaser; o brinquedo de lasertag, por sua vez, acompanhou o novo desenho, inclusive a bateria interna, não mais conectada externamente por um fio.
Depois do fim da série, Mitsuhisa Ishikawa, produtor de Zillion, e Takayuki Goto, desenvolvedor de personagem do anime, saíram da Tatsunoko Production para criar a Production I.G. Foi esse o estúdio que produziu o único OVA da série: Burning Night.

### Equipe técnica
- Desenho de personagens: Mizuho Nishikubo e Takayuki Goto
- Criação e roteiro: Tsunehisa Itoh
- Música: Jun Irie
- Produtor: Tetsuya Kobayashi
- Direção: Akira Watanabe
- Direção geral: Mizuho Nishikubo

### Dubladores
| Personagem        | Português                                         | Japonês                   | Inglês          |
| ----------------- | ------------------------------------------------- | ------------------------- | --------------- |
| Narrador          | Nair Silva                                        | Osamu Kobayashi (小林修)  | Tom Wyner       |
| J.J.              | Carlos Laranjeira                                 | Toshihiko Seki (関俊彦)   | Doug Stone      |
| Apple             | Rita Cléos (1ª voz) Neusa Maria Faro (2ª voz)     | Yuko Mizutani (水谷優子)  | Barbara Goodson |
| Champ             | Eduardo Camarão                                   | Kazuhiko Inoue (井上和彦) | Kerrigan Mahan  |
| Eimi              | Christina Rodrigues                               | Chieko Honda (本多知恵子) | Wendee Lee      |
| Dable             | Ricardo Medrado (1ª voz) Figueira Júnior (2ª voz) | Nakamura Daiki (中村大樹) | Eddie Frierson  |
| Gord              | Jorge Pires                                       | Fujimoto Yuzuru (藤本譲)  | Michael Forest  |
| Barão Ricks       | Mário Vilela                                      | Hayami Shou (速水奨)      | ?               |
| Imperadora Admiss | Nair Silva                                        | Sawada Toshiko (沢田敏子) | ?               |

## Histórico de transmissões
Originalmente, houve o planejamento da série apenas até o episódio duplo Vivo ou Morto? Confronto do Destino (episódios 15 e 16), exibidos nos dias 19 e 26 de julho de 1987 no Japão. Ao longo do mês seguinte, foram exibidas reprises dos episódios 1, 6, 7 e 16. Em 6 de setembro de 1987, voltariam a ser exibidos episódios inéditos, com o subtítulo Gekitô Hen ("Fase dramática") na abertura. A partir de então, mudou-se o horário de exibição do anime, sempre nas manhãs de domingo: 10h30, em vez de 10h. Acredita-se que essa mudança seria para evitar a concorrência da série Kamen Rider Black, que havia estreado no canal TBS.
 Brasil
- Rede Globo (1988)
- TV Gazeta
- Rede Brasil (2022)

 Japão
- Nippon TV (1987)

 Polónia
- Polsat

## Legado
Zillion obteve grande sucesso tanto no Japão quanto em outros países, como Brasil, França e Espanha. Nos Estados Unidos, a série não teve uma exibição regular e foram dublados apenas os primeiros cinco episódios, o que dificultou sua popularização nesse país.
No prêmio anual "Atom", o desenho recebeu diversos prêmios, entre eles melhor obra e melhores personagens masculino e feminino (J.J. e Apple, respectivamente)[carece de fontes?].
Além disso, uma série de brinquedos e jogos eletrônicos foram produzidos em fins dos anos 1980 e inícios dos anos 1990, além de outros itens. Zillion foi o primeiro anime a inspirar um acessório de videogame: a pistola de luz Light Phaser, do Sega Master System.

### Cultura popular
Elementos do anime Zillion apareceram em outras produções ao longo do tempo:
- Uma pistola laser com o mesmo desenho da zillion era usada no anime Chôon Senshi Borgman (Sonic Soldier Borgman), produzido em 1988 pela Sega.[24] A pistola se chamava Borgman. Um jogo foi produzido para Master System  baseado nesse anime em 1988, chamado no Ocidente de Cyborg Hunter.
- No episódio 18 do anime Oraa Guzura Dado (Binsky), J.J. e Apple aparecem rapidamente de mãos dadas.[25] A série é um remake produzido pela Tatsunoko Productions em 1987, baseado no anime homônimo lançado em 1968.
- Uma cena de J.J. aparece no videoclipe da música Scream, de Michael e Janet Jackson.
- Ruby Bullet é uma pistola que aparece nos jogos Phantasy Star Online Episode I & II , lançado para o Game Cube em 2002.[26] De acordo com a descrição no jogo, essa pistola é uma antiga arma que ser acredita ter sido dada à raça humana por um ser divino em torno do ano 'AUW' 1980.

## Merchandise

Brinquedo baseado no anime Zillion: Tri-Charger e J.J.

Brinquedo baseado no anime Zillion: Riding-Ceptor.

### DVD
Foram lançados, no Japão, duas caixas de DVD, cada um com quatro discos, em 2003 e 2004, respectivamente. As caixas tinham ilustração de capa nova desenhadas por Takayuki Goto, um dos designers de personagens do anime e co-fundador do Production I.G, e os DVD não incluíam legendas ou áudio em outros idiomas -- apenas a dublagem original, em japonês. Foram incluídos nos DVD o OVA Burning Night e três faixas bônus:
- Emi Penguin's Diary: retrospectiva musical com comentários de Emi e J.J.
- J.J. vs. Ricks - Predestined Confrontation: retrospectiva com comentários de J.J. e Ricks.
- Champ & Apple - Fantastic Memories: retrospectiva musical com comentários de Champ e Apple.

### Brinquedos
Além do sistema de lasertag que deu origem ao anime, a Sega produziu uma linha de bonecos e miniaturas dos principais veículos da série: Tri-Charger, Riding-Ceptor e Big Porter, incluindo Air-Carrid, Land-Carrid e Aqua-Carrid. Havia, ainda, um jogo em que se disparava elásticos com uma zillion em um cenário de papelão com miniaturas em plástico dos personagens.

### Jogos eletrônicos
Zillion é considerado o primeiro anime a inspirar um acessório de videogame: a pistola Light Phaser, do Master System, que tem design semelhante à primeira versão da zillion na série animada.
Além disso, dois jogos foram derivados da série, ambos para Master System: Zillion, que em muito lembra Metroid, e Zillion II: The Tri-Formation.
A série Fantasy Zone, estrelada por Opa-Opa, não é considerada derivada de Zillion porque antecede este e seu universo não é comum (inclusive a origem de Opa-Opa).

### Publicações
- Zillion Creations 1 e 2: editados em 1987 e 1988, respectivamente, esses livros trazem em detalhes equipamentos e personagens da série.

- Em 1993, Eternity Comics publicou uma adaptação em quadrinhos, escrita por Tom Mason e desenhada por Harrison Fong.

No Brasil, uma revista foi publicada pela Abril Jovem, contendo quadrinhos escritos por Ataide Braz, com desenhos de Roberto Kussumoto.

### Trilhas sonoras
Quatro álbuns foram lançados com músicas da série ou do OVA Burning Night.
- Zillion: The Shooting Master, lançado em 21 de junho de 1987.

| N.º            | Título                                | Compositor(es)            | Duração |  |
| 1.             | "Pure Stone"                          | Risa Yuuki                | 3:58    |  |
| 2.             | "A Likeable Fellow -- Theme for J.J." | Jun Irie, Yoshiaki Oouchi | 3:29    |  |
| 3.             | "Zillion -- The Shooting Master"      | Jun Irie, Yoshiaki Oouchi | 5:05    |  |
| 4.             | "Space 2387"                          | Jun Irie, Yoshiaki Oouchi | 3:30    |  |
| 5.             | "White Nuts"                          | Jun Irie, Yoshiaki Oouchi | 3:25    |  |
| 6.             | "Apple so Suite"                      | Jun Irie, Yoshiaki Oouchi | 3:23    |  |
| 7.             | "Peaceful Town"                       | Jun Irie, Yoshiaki Oouchi | 5:05    |  |
| 8.             | "Cool Fighter -- Theme for Champ"     | Jun Irie, Yoshiaki Oouchi | 3:07    |  |
| 9.             | "Noza the Terminator"                 | Jun Irie, Yoshiaki Oouchi | 3:19    |  |
| 10.            | "Burning Anger"                       | Jun Irie, Yoshiaki Oouchi | 3:32    |  |
| 11.            | "Do Not Cry"                          | Jun Irie, Yoshiaki Oouchi | 3:07    |  |
| 12.            | "Push!"                               | Risa Yuuki                | 2:56    |  |
| Duração total: | Duração total:                        | Duração total:            | 41:96   |  |

- Zillion: White Nuts -- The Original Sound Track, lançado em 21 de setembro de 1987.

| N.º            | Título                           | Compositor(es) | Duração |  |
| 1.             | "Joshou"                         | Jun Irie       | 1:58    |  |
| 2.             | "Pure Stone (TV Size)"           | Risa Yuuki     | 2:10    |  |
| 3.             | "STAGE 1 "Free Time""            | Seiyu          | 2:42    |  |
| 4.             | "Amy to Apple"                   | Jun Irie       | 1:28    |  |
| 5.             | "Saizensen - Front"              | Jun Irie       | 3:00    |  |
| 6.             | "STAGE 2 "In The Sky""           | Seiyu          | 3:39    |  |
| 7.             | "Yasashii mezame wo"             | Jun Irie       | 3:52    |  |
| 8.             | "Love Song wa umakunai"          | Yuuko Mizutani | 3:38    |  |
| 9.             | "STAGE 3 "Hot Fighting!""        | Seiyu          | 2:31    |  |
| 10.            | "Ricks soukougeki"               | Jun Irie       | 2:58    |  |
| 11.            | "Fukutsu no White Nuts"          | Jun Irie       | 2:27    |  |
| 12.            | "Catch me!"                      | Yuuko Mizutani | 3:46    |  |
| 13.            | "Shukumei no taiketsu"           | Jun Irie       | 3:04    |  |
| 14.            | "Maris Base no tasogare"         | Jun Irie       | 3:56    |  |
| 15.            | "STAGE 4 "After The Battlement"" | Seiyu          | 3:48    |  |
| 16.            | "Push! (TV Size)"                | Risa Yuuki     | 1:16    |  |
| Duração total: | Duração total:                   | Duração total: | 42:53   |  |

- Zillion: Let It Rock!, lançado em 21 de novembro de 1987.

| N.º            | Título                      | Compositor(es)                | Duração |  |
| 1.             | "Notis Nova"                | TV theme                      | 2:11    |  |
| 2.             | "No More Normal"            | Risa Yuuki                    | 3:51    |  |
| 3.             | "Heart Break Radio"         | Hirose Shou                   | 3:10    |  |
| 4.             | "Mercy"                     | Hitoshi Haba/Satoko Shimonari | 5:06    |  |
| 5.             | "Rock Candy"                | Risa Yuuki                    | 4:58    |  |
| 6.             | "Mirai no Kioku"            | Satoko Shimonari              | 2:56    |  |
| 7.             | "Push!"                     | Risa Yuuki                    | 2:56    |  |
| 8.             | "Break a Trap for Yourself" | Yasuhiko Shigemura            | 3:00    |  |
| 9.             | "Pure Stone"                | Risa Yuuki                    | 3:58    |  |
| 10.            | "Stay the Way You Are"      | Satoko & Automn Breez         | 3:55    |  |
| Duração total: | Duração total:              | Duração total:                | 35:34   |  |

- Abunai Music, lançado em 21 de junho de 1988.

| N.º            | Título                       | Compositor(es)                                 | Duração |  |
| 1.             | "Fresh! Morning (D.J.)"      | Seiyu                                          | 3:19    |  |
| 2.             | "Count Down (BGM)"           | Jun Irie, Kenji Kawai                          | 0:53    |  |
| 3.             | "Nageki no KIDS"             | Risa Yuuki                                     | 4:03    |  |
| 4.             | "The Majestic Head (BGM)"    | Jun Irie, Kenji Kawai                          | 2:26    |  |
| 5.             | "Boku ni Tsubasa wo"         | Yuuko Mizutani                                 | 3:58    |  |
| 6.             | "Wings on Me"                | Yuuko Mizutani, Kazuhiko Inoue, Toshihiko Seki | 3:30    |  |
| 7.             | "Gogo no Sampo-Michi (D.J.)" | Seiyu                                          | 4:53    |  |
| 8.             | "Love Song wa omae ni"       | Tomohiro Nishimura                             | 4:12    |  |
| 9.             | "Pure Stone"                 | Just a Mirage (BGM)                            | 2:01    |  |
| 10.            | "Less than Zero (BGM)"       | Jun Irie, Kenji Kawai                          | 1:17    |  |
| 11.            | "Cloud Mine (BGM)"           | Jun Irie, Kenji Kawai                          | 2:49    |  |
| 12.            | "Furiidia"                   | Tomohiro Nishimura                             | 4:13    |  |
| Duração total: | Duração total:               | Duração total:                                 | 33:61   |  |

## Burning Night
No ano seguinte ao lançamento da série Zillion, em 1988, foi produzida a única continuação do anime. Lançado em VHS, o OVA Burning Night acompanha os protagonistas em uma realidade alternativa, na qual nunca existiram os nozas. Os White Nuts são uma banda de rock e costumam tocar em um bar cujo dono é Gordon.